# Nigara gracilis
Nigara gracilis är en tvåvingeart som beskrevs av Richter 1999. Nigara gracilis ingår i släktet Nigara och familjen parasitflugor. Inga underarter finns listade i Catalogue of Life.